# Shūōshi Mizuhara
 (décembre 2023).
Si vous disposez d'ouvrages ou d'articles de référence ou si vous connaissez des sites web de qualité traitant du thème abordé ici, merci de compléter l'article en donnant les références utiles à sa vérifiabilité et en les liant à la section « Notes et références ».
Shūōshi Mizuhara (水原 秋櫻子, Mizuhara Shūōshi) 9 octobre 1892 à Sarugaku, (aujourd'hui Chiyoda) - 17 juillet 1981), nom véritable Yutaka Mizuhara (水原 豊, Mizuhara Yutaka), est un médecin et poète japonais de  haïku. Un autre pseudonyme est Kiutei (喜雨亭).

## Biographie
Shūōshi Mizuhara naît dans le quartier Kanda de la ville de Tokyo, (aujourd'hui communauté Kanda-Sarugaku dans le quartier Chiyoda), fils d'une famille de médecins.
Il termine ses études de médecine à l'université impériale de Tokyo et commence à s'intéresser au haïku au sein de l'association locale de poésie.
Parallèlement à ses activités professionnelles en tant que médecin, il participe à la revue de haïku Hototogisu édité par Kyoshi Takahama. En compagnie de Seishi Yamaguchi, Seiho Awano et Sujū Takano, il compte dans le cercle de la revue parmi ceux qu'on appelle les « quatre S », dénomination due à la lettre commune de leurs noms.
Parce que, contrairement à la « description objective de la nature » préconisée par Kyoshi Takahama, il adopte un style littéraire émotionnel, il quitte Hototogisu et publie la revue Ashibi en 1928 dont il assume la direction. En 1931, il fonde le mouvement "progressiste" Shinkō haiku (新興俳句運動, shinkō haiku undō), qui fait figure de contre-mouvement à la revue Hototogisu, et qui sera plus tard réprimé (Shinkō haiku dan'atsu jiken (ja)) par le pouvoir militaire lors de la Seconde Guerre mondiale.
Il plaide pour des cycles de plusieurs haïkus individuels (série de haïkus, ou rensaku 連作) et rejette l'obligation du kigo « mot de saison ». Il apporte une nouvelle expression émotionnelle au haiku moderne
En 1922, il fonde avec Seison Yamaguchi, Seishi Yamaguchi, Tomiyasu Fūsei et Sujū Takano la « Société de haïku de l'Université de Tokyo ».

## Recueils de haïku (sélection)
- Katsushika (葛飾), Katsushika (siège du magazine Ashibi), avril 1930.
- Mizuhara Shūōshi Kushū (水原秋桜子句集), S. M. – recueil de poésie, décembre 1931.
- Shinju (新樹), « jeune arbuste », décembre 1933.
- Shūen (秋苑), « Jardin d'automne », septembre 1935.
- Ganshō (岩礁), « Corail », décembre 1937.
- Ashikari (蘆刈), « Coupe de roseau », décembre 1939.
- Kokyō (古鏡), « Vieux Miroir », février 1942.
- Bandai (磐梯), « Bandai » (lieu), novembre 1943.
- Chōyō (重陽), « Festival du chrysanthème », avril 1948.
- Sōrin (霜林), « Bosquet de givre », décembre 1950.
- Zanshō (残鐘), « Réverbération de cloche », décembre 1952.
- Kishin (帰心), « Mal du pays », décembre 1954.

## Source de la traduction
- (de) Cet article est partiellement ou en totalité issu de l’article de Wikipédia en allemand intitulé « Mizuhara Shūōshi » (voir la liste des auteurs).